# Zbýšov, Kutná Hora
Zbýšov là một làng thuộc huyện Kutná Hora, vùng Středočeský, Cộng hòa Séc.